# Jennette (Arkansas)
Jennette est un village situé dans l’État américain de l'Arkansas, dans le Comté de Crittenden et le comté de Saint Francis.